# Braunschweigmötets utmärkelse

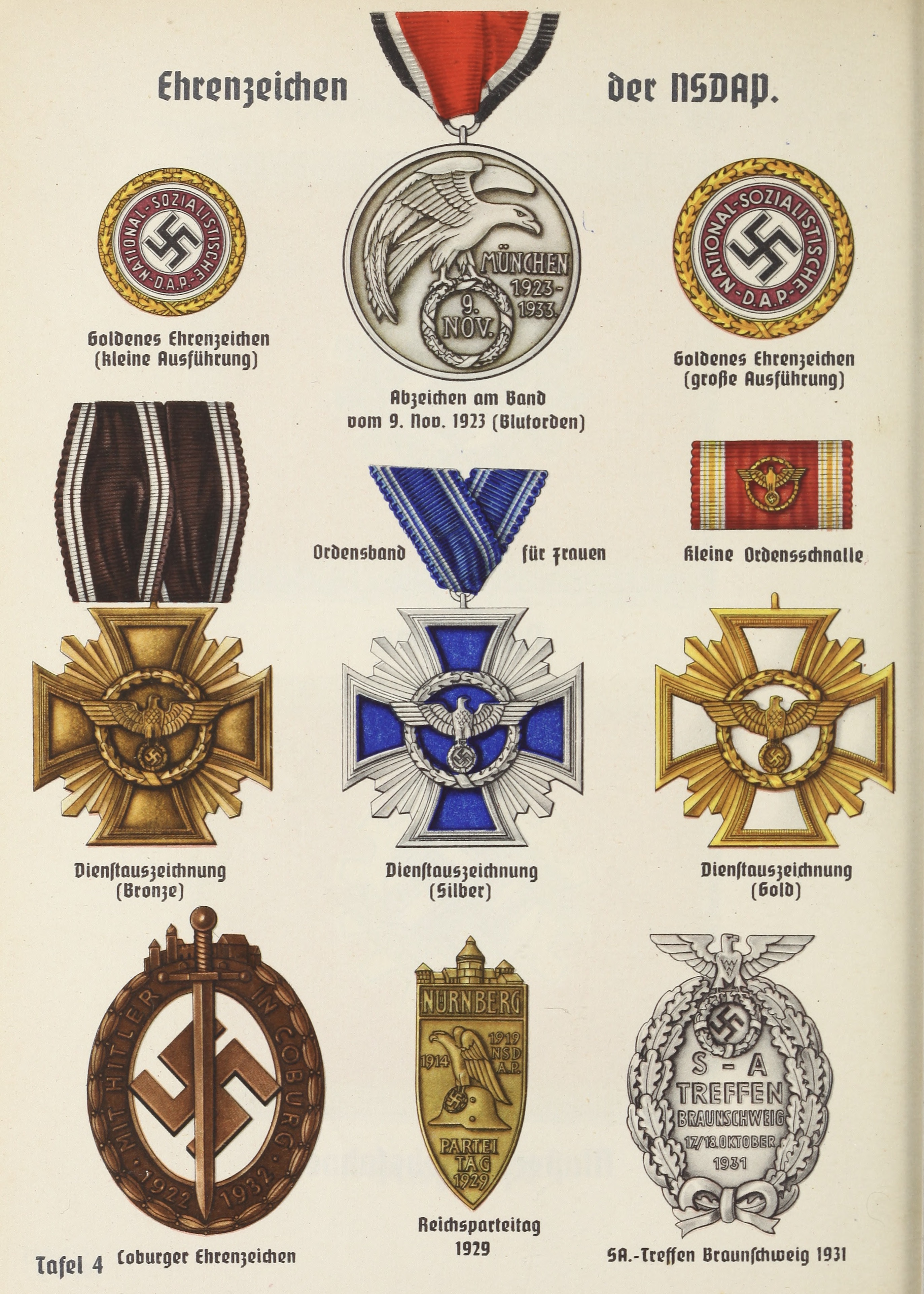
Abzeichen des SA-Treffens Braunschweig 1931 nedan till höger. Från Organisationsbuch der NSDAP 1943

Braunschweigmötets utmärkelse (tyska Abzeichen des SA-Treffens Braunschweig 1931) var en tysk utmärkelse till åminnelse av SA-mötet den 17–18 oktober 1931. Vid mötet närvarade även SS-män. Sammanlagt deltog omkring 100 000 män i mötet. SA lovade Adolf Hitler trohet och han lät inrätta 24 nya SA-Standarten, det vill säga SA-enheter av regementsstorlek.